# Casamento póstumo
Casamento póstumo (ou necrogamia) é o casamento no qual um dos participantes é falecido. É uma forma legal de casamento na França e há modalidades culturalmente praticadas dele na China e no Sudão. Desde a Primeira Guerra Mundial, a França tem centenas de requisições anuais, das mais muitas têm sido aceitas.

## França

### Origens
Durante a I Guerra Mundial, algumas mulheres casaram-se por procuração com soldados mortos semanas antes. Esta prática foi denominada casamento póstumo. Para civis, a prática destacou-se na década de 1950, quando uma barragem rompeu e matou 400 pessoas em Fréjus: uma das vítimas chamava-se André Capra, então noivo de Iréne Jodart. Jodart requereu ao Presidente da França, Charles de Gaulle, deixá-la prosseguir em seu casamento mesmo após a morte de seu noivo. Ela recebeu apoio da mídia e em alguns meses recebeu autorização para casar-se. É possível que seu casamento póstumo (un mariage posthume) tenha sido autorizado com base numa interpretação extensiva do instituto jurídico do casamento por procuração.

### Legislação
Dentro de meses após a tragédia em Fréjus, o Parlamento promulgou uma lei permitindo o casamento póstumo. Desde então, centenas de mulheres fizeram solicitações nesse sentido. O casamento póstumo tornou-se legal com base no artigo 171 do Código Civil, que declara:
 Le Président de la République peut, pour des motifs graves, autoriser la célébration du mariage si l'un des futurs époux est décédé après l'accomplissement de formalités officielles marquant sans équivoque son consentement. Dans ce cas, les effets du mariage remontent à la date du jour précédant celui du décès de l'époux. Toutefois, ce mariage n'entraîne aucun droit de succession ab intestat au profit de l'époux survivant et aucun régime matrimonial n'est réputé avoir existé entre les époux
Tradução: "O Presidente da República pode, por razões graves, autorizar a celebração do casamento se um dos futuros nubentes faleceu após a realização das formalidades oficiais considerando-se o consentimento inequívoco. Neste caso, os efeitos do casamento retroagem à data do dia anterior à morte do esposo. Entretanto, este casamento não confere qualquer direito à sucessão do esposo sobrevivente e não se considera que tenha existido propriedade matrimonial alguma entre os esposos."

### Regras
Qualquer pessoa na França que deseje realizar um casamento póstumo faz um requerimento ao Presidente, que o repassa ao Ministro da Justiça, que o repassa ao Promotor de Justiça da localidade onde vivia o falecido. Se o casal originalmente planejava casar-se e a família do falecido aprovava a união, o promotor remete o requerimento de volta ao Presidente. Um de cada quatro requerimentos é rejeitado. As formas pelas quais se comprova legalmente o ânimo de casar-se é a realização de proclamas ou, no caso de militares, a permissão escrita do superior hierárquico. Os requerimentos também incluem registros factuais, como por exemplo, o nascimento de um filho, e evidentemente, a certidão de óbito do noivo. A gravidez por si só ou uma carta de promessa de casamento não são evidências aceitas per se, pois no caso das cartas, estas têm reputação de ilegitimidade.
O casamento aplica-se retroativamente ao dia anterior ao da morte do esposo. Mesmo se eram noivos e fizeram os proclamas, o casamento póstumo não necessariamente acontecerá, considerando-se que qualquer uma das partes pode mudar de ideia até o último minuto. O casamento póstumo também pode deixar de acontecer com base em manifestação testemunhal contrária. A função do magistrado é certificar que a documentação está devidamente preenchida e todas as provas estão de acordo com o fato alegado, uma vez que não se pode discutir a autoridade dos documentos..

### Cerimônia
No casamento póstumo francês, a mulher frequentemente se posta ao lado de um retrato de seu noivo falecido durante a realização da cerimônia. A frase "até que a morte nos separe" não faz parte dos votos. O prefeito, condutor da cerimônia, lê o decreto presidencial no lugar dos votos de casamento do falecido.

### Motivações
A motivação primária para o casamento póstumo na França é legitimar os filhos que a mulher venha a ter, assim como por razões emocionais. Muitas das pessoas que se casam desta forma preferem manter sigilo sobre o fato.

### Consequências
Após um casamento póstumo, o nubente vivo inerentemente torna-se viúvo ou viúva, trazendo esta pessoa para família do falecido, o que pode criar uma aliança ou trazer satisfação moral. Esta pessoa também torna-se sujeita aos mesmos impedimentos que um casamento normal produz.

### Exemplo
- Étienne Cardiles casou-se com seu parceiro, o membro da Polícia Nacional capitão Xavier Jugelé, em 30 de maio de 2017, mais de cinco semanas após este ter morrido num ataque terrorista no Champs Élysées.[8]

## Outros países

### Estados Unidos
Em 2009 foi realizado um casamento póstumo em Batavia, Illinois em memória de Annie Hopkins, que morrera de atrofia muscular espinhal. Annie Hopkins disse que queria uma celebração de casamento em vez de um funeral. A celebração de casamento foi aberta ao público e levantou fundos para o Annie Hopkins Foundation Scholarship Fund, que recebeu seu nome.  Como não havia noivo neste casamento, este pode ser melhor classificado como funeral com temática de casamento do que um casamento póstumo.
Em 10 de março de 1987, um homem de Miami chamado Isaac Woginiak morreu de ataque cardíaco, sem ter se casado com sua noiva. Duas semanas depois, o juiz George Orr determinou ao tabelião do registro civil que assinasse a licença de casamento em nome de Woginiak.

### Coreia do Sul
Em dezembro de 1983, Heung Jin Moon, o segundo filho de Sun Myung Moon e Hak Ja Han, os líderes da Igreja da Unificação, envolveu-se num acidente de trânsito em Nova York e faleceu em 2 de janeiro de 1984. A morte de Heung Jin Moon aconteceu quando este já estava de casamento marcado com a bailarina Julia Pak, filha do intérprete de Sun Myung Moon, Bo Hi Pak. De acordo com a doutrina dessa igreja, apenas casais na vigência do casamento podem adentar o nível mais alto do paraíso. Os pais de Moon conduziram então uma cerimônia de casamento póstumo em 20 de fevereiro de 1984.
Em 1982, a noiva de Duk Koo Kim, um boxeador coreano que morrera em função de ferimentos, participou de um casamento póstumo enquanto se realizava o funeral para Kim na academia por este frequentada. A noiva de Kim, Lee Yon-mi, estava grávida de três meses com o primeiro filho de Kim. À época, Lee disse à imprensa coreana que permaneceria celibatária até o fim da vida e que se dedicaria a criar o filho. Na Coreia existia o costume de casar-se a alma do noivo falecido antes de um casamento já planejado. O nubente vivo permaneceria celibatário pelo restante da vida, mas a tradição não impunha restrição legal nesse sentido.

### Alemanha
Em o Diário de Anne Frank, um dos personagens é um homem chamado Fritz Pfeffer (1889-1944), sob o pseudônimo Albert Dussel. Na década de 1930 Pfeffer conheceu Charlotte Kaletta. Pfeffer e Kaletta foram viver juntos mas foram impedidos de se casarem em função das Leis de Nuremberg, impostas pela Alemanha nazista, que tornaram ilegais os casamentos entre judeus e não judeus. Charlotta casou-se com Pfeffer postumamente em 1950, com os efeitos do matrimônio retroagindo a 31 de maio de 1937.

### África do Sul
Em 2004 um homem sul-africano atirou em sua noiva e depois em si mesmo durante uma discussão. Os dois foram mais tarde postumamente casados por que as famílias e os amigos queriam lembrar-se deles como um casal feliz, para unir as famílias e porque na cultura do grupo ao qual pertencem a morte é considerada como uma separação do corpo e da alma.

## Casamento fantasma
Na China há uma tradição rara, chamada de "casamento fantasma", também conhecida como minghun ou casamento espiritual. Nessa forma de casamento, quando o noivo de uma mulher morre, de forma que esta participe no casamento fantasma, ela teria de participar do funeral desse homem, com padrões rigorosos de luto, fazer voto de celibato, e imediatamente ir residir com a família de seu noivo. Não há tais requerimentos para que um homem faça isso, nem isto foi registrado.

### Motivações
Na cultura chinesa, é vergonhoso ser pai ou mãe de uma filha não casada e frequentemente a sociedade rejeita mulheres não casadas.
Da parte dos homens, os casamentos fantasmas frequentemente eram realizados em prol da descendência. Adicionalmente, o casamento fantasma para os homens garantem a continuidade da linhagem familiar. A viúva pode adotar um filho que continuará a linhagem da família de seu marido. Outras razões para a realização dos casamentos fantasmas são os eventuais desejos dos espíritos desses homens em se casar. A tradição chinesa também diz que os irmãos mais novos não devem se casar antes de seus irmãos mais velhos, o que ocasionalmente também motiva a realização de um casamento fantasma para seguir a tradição.

### Arranjo
Às vezes a família de uma pessoa falecida usará um sacerdote como casamenteiro. Em outras vezes, deixarão um envelope vermelho com presentes, crendo assim que a esposa da pessoa falecida revelar-se-á ela própria.

### Performance
Esses casamentos fantasmas tinham coisas em comum tanto com os casamentos, quanto com os funerais. As famílias dos participantes trocam presentes de vários tamanhos, que podem incluir bolos, vestidos e dinheiro. Para a representação dos falecidos, são utilizadas efígies feitas de bambu. Tais efígies são vestidas com os que as pessoas vestiriam em casamentos e após a realização das cerimônias são queimadas. Os ritos do casamento são realizados da mesma forma que os casamentos regulares.

### Fora da China
No Sudão há uma tradição de que quando um homem comprometido para casar-se morre, seu irmão deve substituí-lo no casamento e todos os filhos que venha a ter serão considerados filhos de seu irmão falecido. Por sua vez, as mulheres se casam com os homens para dar continuidade à linhagem familiar deles: casando-se com homens falecidos, mantêm com elas a riqueza de seus maridos em vez de perder o direito a ela após casarem-se com outrem.

## Mormonismo
Membros de A Igreja de Jesus Cristo dos Santos dos Últimos Dias acreditam que, com autoridade apropriada, os casamentos podem ser feitos para a eternidade, em vez de "até que a morte os separe". Eles acreditam que Jesus deu esta autoridade ao apóstolo Pedro em Mateus 16:19, Jesus diz a Pedro, "E eu te darei as chaves do reino dos céus; e tudo o que ligares na terra será ligado nos céus, e tudo o que desligares na terra será desligado nos céus.". Assim, a prática é referida como sendo um "casamento eterno", que também pode ser realizado postumamente, com um ou os dois cônjuges já mortos e não somente quando os dois cônjuges estão vivos.

## Levirato
Levirato é uma tradição relacionada aos casamentos póstumos. No levirato, o irmão de um homem morto é obrigado a casar-se com a viúva deste. Acredita-se que esta tradição foi estabelecida para dar apoio às viúvas e seus filhos. No entanto, o levirato pode ser considerado uma restrição à liberdade da mulher. Em certos casos, só são praticados quando um homem morre sem ter tido filhos de modo a dar continuidade à sua linha familiar. Em Deuteronômio 25: 5-6, a Bíblia hebreia determina o levirato, denominado yibbum, para um homem cujo irmão morreu, a não ser que o irmão tenha tido um filho. Quando não se exige a realização do levirato (como no caso do irmão falecido que deixou pelo menos um filho) este é proibido em Levítico 16:18. Neste caso, um halitzah, que libera a viúva para casar-se com quem ela quiser, é tipicamente realizado neste caso em vez do levirato.